# 沙眼
砂眼（英語：Trachoma），又稱顆粒性結膜炎（Granular conjunctivitis）、埃及眼炎（Egyptian ophthalmia）和致盲性砂眼（blinding trachoma），是由砂眼披衣菌感染導致的傳染病。感染砂眼會造成眼瞼內側粗糙，可能導致眼睛痛、角膜表層受損或失明。未治療而反覆感染砂眼可能造成眼瞼內翻而失明。
導致砂眼的病原體可因為直接或間接接觸到患者的眼睛或鼻子而傳播。直接接觸包括藉由觸碰衣物或蒼蠅，而這些物體都曾和已感染病患的眼睛或鼻子觸碰過。許多感染可能要長達幾年的時間，才會讓眼睑疤痕腫大到讓睫毛开始摩擦眼睛的程度。孩童散播砂眼的機率高於成人。衛生條件不良、居住環境擁擠，以及缺乏乾淨水源和廁所等，都可能助長砂眼的傳播。
預防的方法包括提升清水的獲得及利用抗生素作治療，包括一次治療整個砂眼感染常見的族群。自行清洗不足以預防砂眼，但若配合其他措施，可能是有效的方法。藥物治療包含口服阿奇黴素及塗抹四環黴素。通常較偏好使用阿奇黴素，因為只需一次給藥。如眼瞼上已產生疤痕，可能必須進行手術矯正睫毛的位置，以預防失明。
全球統計，約有8,000萬人有主動侵染的情形。在部分地區，幼童的感染率高達60-90%，且女性的發病率較男性高，推測可能和幼童頻繁接觸有關。砂眼是導致220萬人視力衰退的原因，當中有120萬人甚至已全盲。在非洲53個國家、亞洲、中南美洲約有2.3億人暴露在得病的高危險中。每年可造成80億美元的經濟損失。砂眼被歸類於「被忽视热带病」之一。

## 症状
人体感染后的潜伏期为5-14天。之后衣原体在角膜和结膜处生长，造成双眼结膜充血、结膜乳头增生、流泪、怕光、疼痒或异物感，眼部分泌物增多等类似细菌性结膜炎的症状，多见于上眼睑。患者睑结膜上皮组织的淋巴细胞聚集，形成突出的增生，此为外观可见的沙样颗粒。持续感染造成睫毛倒生、结膜结疤，角膜浑浊、眼睑内翻等症状，在有些患者身上可导致视力减退甚至失明。感染可以重复进行，最终各病态增生组织被瘢痕代替。
慢性沙眼：可因反复感染，病程迁延数年至十多年。充血程度虽减轻，但与皮下组织有弥漫性细胞浸润，结膜显污秽肥厚，同时有乳头增生及滤泡形成，滤泡大小不等，可显胶样，病变以上穹隆及睑板上缘结膜显著。同样病变亦见于下睑结膜及下穹隆结膜，严重者甚至可侵及半月皱壁。角膜血管翳：它是由角膜缘外正常的毛细血管网，越过角膜缘进入透明角膜，影响视力，并逐渐向瞳孔区发展，伴有细胞浸润及发展为浅的小溃疡，痊愈后可形成角膜小面。细胞浸润严重时可形成肥厚的肉样血管翳）。

## 治疗和预防
砂眼的预防主要是以清洗用品、消灭苍蝇等方法来改善卫生，切断传播渠道。一些抗生素也可以用来预防传染。
以局部用药为主，常用利福平、金霉素、红霉素、四环素或磺胺滴眼液，需连续用药1～3个月。急性或严重沙眼，除局部用药外可口服四环素或磺胺，7～10天为一疗程，停药一周后再服用，一般需2～4个疗程。若乳头、滤泡严重时，可行沙眼滤泡挤压术。沙眼为接触性传染，故除治疗外应做好预防工作，如加强卫生宣传，改善环境卫生，培养良好的卫生习惯等。